# Stade international Saïd Mohamed Cheikh
 (mars 2025).
Le stade international Saïd Mohamed Cheikh (en arabe : ملعب سعيد محمد الشيخ الدولي) est un stade de football situé à Mitsamiouli, aux Comores.

## Histoire
Le stade inauguré en 2007 possède une pelouse synthétique. Le stade accueille les matchs à domicile du club le plus titré de toute l'histoire de football comorien : Coin Nord de Mitsamiouli.